# 畑時能
畑 時能（はた ときよし、正安元年9月15日（1299年10月10日）-興国2年/暦応4年10月25日（1341年12月4日））は、南北朝時代・南朝方の武将。六郎左衛門。畑胤時の次男。母は久納養哲娘。子に時純、或いは能速。兄に時継。新田義貞の側近で、後代に新田四天王の一人に数えられた。畑氏の出自は『姓氏家系大辞典』では秦氏、『苗字尽略解』では多治比氏とされるなど諸説ある。

## 生涯
武蔵秩父郡出身。義貞に従って各地を転戦し、延元3年/建武5年（1338年）、義貞が藤島の戦いで平泉寺勢力に敗死すると、義貞の弟脇屋義助に従い、坂井郡黒丸城、千手寺城、鷹巣城を転戦、足利方の斯波高経と激戦を繰り返したが、ついには追い詰められ、鷲ヶ岳に郎党16騎で立て籠った。高経は、平泉寺が再び南朝に味方したと勘違いし、伊知地（現福井県勝山市伊知地）へ3千の軍勢を差し向けた。興国2年/暦応4年（1341年）10月22日、斯波勢へ突撃した時能は数時間に及ぶ激闘の末、肩口に矢を受け、3日間苦しんだ後に亡くなったという。時能の従臣、児玉五郎左衛門光信は、主君の首を携え敵陣を突破し、陽雲寺 (埼玉県上里町)にて供養したと伝えられる。
現在、合戦のあった場所は「伊知地古戦場」として1981年（昭和56年）4月7日に勝山市指定史跡となっており、「畑ヶ塚」が立っている。

## 登場作品

### 小説
- 南條範夫『子守りの殿』（『燈台鬼 (小説)』河出書房1956年刊に収録）

### 漫画
- 古部満敬『犬獅子伝』（『コミック乱』2025年8月号読み切り）